# Corvides
Corvides este o cladă de păsări din ordinul Passeriformes. Denumită anterior nucleul Corvoidea, istoria evolutivă și biogeografia, comportamentul și eco-morfologia Corvides a fost studiată pe larg. Corvides pare să reprezinte o radiație insulară, care a colonizat toate continentele cu excepția Antarcticii.

## Sistematică
Corvides cuprinde următoarele familii:
- Cinclosomatidae
- Mohouidae
- Neosittidae
- Superfamilia Corvoidea
  - Corcoracidae
  - Corvidae
  - Dicruridae
  - Laniidae
  - Ifritidae
  - Melampittidae
  - Monarchidae
  - Paradisaeidae
  - Platylophidae
  - Rhipiduridae
- Superfamilia Malaconotoidea
  - Aegithinidae
  - Artamidae
  - Machaerirhynchidae
  - Malaconotidae
  - Pityriaseidae
  - Platysteiridae
  - Rhagologidae
  - Vangidae
- Superfamilia Orioloidea
  - Campephagidae
  - Eulacestomatidae
  - Falcunculidae
  - Oreoicidae
  - Oriolidae
  - Pachycephalidae
  - Paramythiidae
  - Psophodidae
  - Vireonidae